# Ainu
L'ainu (ˈaɪnuː) (Ainu: アイヌ・イタㇰ, Aynu itak; japonès: アイヌ語 Ainu-go) és una llengua aïllada (única supervivent del grup de llengües ainu) parlada pels membres del grup ètnic dels ainus a l'illa de Hokkaidō (Ainu Mosir en ainu), al nord del Japó.

## Domini lingüistic, història i sociolingüística
Hi ha indicis toponímics d'antiga presència ainu al nord de l'illa japonesa de Honshu.
Fins a mitjan segle xx, les llengües ainu, a més de Hokkaido, també es parlaven en diversos territoris que actualment formen part de la Federació Russa:
- a la meitat sud de l'illa de Sakhalín
- a les illes Kurils.
- al sud de Kamtxatka, com a resultat de l'establiment d'una petita comunitat ainu de les Kurils, que el 1877 optà per Rússia enfront del Japó (arran que el tractat de Sant Petersburg de 1875 atribuí tot l'arxipèlag al Japó).

En 1945-1947 l'estalinisme deportà la gran majoria d'ainus de Sakhalín i de les Kurils cap al Japó, juntament amb els japonesos que s'hi havien establert. Avui dia, els ainu escadussers de totes aqueixes regions són russòfons, Kamtxatka inclosa (per exemple, el darrer parlant de la variant d'ainu de Sakhalín morí a Hokkaido el 1994). Tot i així, uns centenars de persones es reivindiquen d'ètnia ainu, si bé l'Estat refusa de reconèixer-los perquè d'ençà 1979 considera extingida l'ètnia.
Sols la variant de Hokkaidō sobreviu, tot i que és ara mateix una llengua moribunda que ha estat en perill durant com a mínim les passades poques dècades. La major part dels 25.000-200,000 ainu ètnics del Japó parlen sols japonès en l'actualitat, i la majoria amaguen el seu origen, per por de discriminacions. A la ciutat de Nibutani (part de Biratori, a Hokkaidō), on viuen molts dels parlants nadius que resten, hi ha 100 parlants, dels quals sols 15 usaven la llengua diàriament a finals dels anys 1980. Segons càlculs de 2011 hi havia a Hokkaido unes trenta mil persones que s'identificaven com a ainu, de les quals 304 entenien la llengua i quinze n'eren parlants actius (però, probablement, no transmissors).
Tot plegat és conseqüència directa de la política de japonització exercida sistemàticament per tots els règims japonesos, almenys des d'inicis del segle xix, i codificada en la llei de "protecció dels ex-aborígens" de 1899. No fou fins al 1997 que el Japó engegà un procés de reconeixement relatiu dels ainu.
Hi ha actualment un moviment actiu que prova de fer reviscolar la llengua, principalment a Hokkaidō però també a altres llocs, amb la intenció de revertir un descens de segles en el nombre de parlants. Açò ha conduït a un augment en la quantitat de persones que l'aprenen com a segona llengua, especialment a la regió de Hokkaidō. Tot açò es deu en gran part als esforços pioners d'un folklorista ainu dels últims temps, de nom Shigeru Kayano, que era un parlant nadiu de la llengua.
Tradicionalment, l'ainu no s'escrivia. Les històries passaven oralment d'unes persones a altres. El relat més conegut d'aquesta cultura és el de Yukar, que explica la vida d'un heroi que fa servir els seus poders màgics. A causa de la poca quantitat de persones que encara parlen la llengua, se n'han començat a recollir per escrit els contes i històries.

## Fonologia
Les síl·labes a són del tipus CV(C) (és a dir, tenen un començ de síl·laba obligatori i una coda de síl·laba opcional) i hi ha pocs conglomerats consonàntics.

### Vocals
Hi ha 5 sons vocàlics en ainu:
|                  | Anterior | Central | Posterior |
| ---------------- | -------- | ------- | --------- |
| Vocal tancada    | i        |         | u         |
| Vocal semioberta | e        |         | o         |
| Vocal oberta     |          | a       |           |

### Consonants
|                    | Bilabial | Consonant velar bilabialitzada | Alveolar | Palatal | Velar | Glotal |
| ------------------ | -------- | ------------------------------ | -------- | ------- | ----- | ------ |
| Consonant oclusiva | p        |                                | t        |         | k     |        |
| Africada           |          |                                | ts       |         |       |        |
| Nasal              | m        |                                | n        |         |       |        |
| Fricativa          |          |                                | s        |         |       | h      |
| Aproximant         |          | w                              |          | j       |       |        |
| Bategant           |          |                                | ɾ        |         |       |        |

Les consonants oclusives /p t ts k/ poden ser sonores [b d dz ɡ] entre vocals i després de nasals. Tant /ti/ com /tsi/ es realitzen com [t͡ʃi], i /s/ esdevé [ʃ] abans de /i/ i a final de síl·laba. Hi ha un poc de variació entre dialectes; al dialecte de Sakhalín, els finals sil·làbics /p, t, k, r/ varen sofrir lenició i es varen 'mesclar' donant /x/. Després de /i/, aquesta /x/ es pronuncia [ç]. Una parada glotal [ʔ] s'insereix freqüentment al començ de les paraules, precedint una vocal tònica, però no és fonèmica.
Hi ha un sistema de tons. L'accentuació de paraules específiques varia un poc entre dialectes. Generalment, les paraules que inclouen afixes tenen un cop tònic alt que recau sobre l'arrel o sobre la primera síl·laba si aquesta és tancada o té un diftong, mentre que altres paraules tenen el cop tònic en la segona síl·laba. Hi ha, però, excepcions a aquesta generalització.

### Tipologia i gramàtica
L'ainu és una llengua SOV, amb postposicions. El subjecte i l'objecte es marquen habitualment amb postposicions. Els substantius es poden agrupar per a modificar-se entre ells; el substantiu principal se situa al final. Els verbs, que són intrínsecament transitius o intransitius, accepten varis afixes derivacionals.
Tipològicament, l'ainu té un ordre de paraules (i alguns altres aspectes fonològics) semblants al japonès i al coreà, mentre que el seu elevat grau de síntesi recorda més les llengües al nord i a l'est.

### Numerals
Els numerals s'usen per expressar el significat «un», «dos/dues», etc. Amb un petit canvi en la forma s'usen en enumeració i a partir de diversos afixos s'expressa el nombre de persones, objectes, cops, dies...
En els casos en què el substantiu no vagi acompanyat de cap modificador, el numeral va abans del nom (tu cisé, dues cases); quan hi ha un modificador de substantiu a la frase, el numeral pot anar abans o després del nom (tu pírka cisé / pírka cisé tup, dues cases boniques); però quan n’hi ha dos o més, el numeral sempre apareix al final (pírka pon cisé tup, dues cases boniques i petites).
|        | Enumeració | Radical dels numerals | Coses (excepte persones): -pe després de consonants; -p després de vocals | Persones: -iw després de consonants; -n després de vocals |
| ------ | ---------- | --------------------- | ------------------------------------------------------------------------- | --------------------------------------------------------- |
| un     | sinép      | siné                  | siné-p                                                                    | siné-n                                                    |
| dos    | tup        | tu                    | tu-p                                                                      | tu-n                                                      |
| tres   | rep        | re                    | re-p                                                                      | re-n                                                      |
| quatre | ínep       | íne                   | íne-p                                                                     | íne-n                                                     |
| cinc   | asík       | asíkne                | asíkne-p                                                                  | asíkne-n                                                  |
| sis    | iwán       | iwán                  | iwán-pe                                                                   | iwán-iw                                                   |
| set    | árwan      | árwan                 | árwan-pe                                                                  | árwan-iw                                                  |
| vuit   | tupés      | tupésan               | tupésan-pe                                                                | tupésan-iw                                                |
| nou    | sinépes    | sinépesan             | sinépesan-pe                                                              | sinépesan-iw                                              |
| deu    | to / wan   | wan                   | wán-pe                                                                    | wán-iw                                                    |

Aquestes formes es deriven dels numerals reconstruïts per al proto-ainu, que són: *si-nE- '1', *tuu- '2', *dE- '3', *ii-nE- / *pOqOn '4', *aski ~ *asik '5', *ii+hdan- '6', *a-d[E]+hdan '7', *tu+pE+hdan '8', *si-nE+pE+hdan '9', *hdan- '10.
Les formes de l’11 al 19 i del 21 al 29 es construeixen a partir de la fórmula ikásma ("que excedeix"): siné ikásma wan (onze, "un que excedeix deu"), tu ikásma wan (dotze, "dos que excedeixen deu"), re ikásma wan (tretze, "tres que excedeixen deu")...; siné ikásma hot (vint-i-u, "un que excedeix vint"), tu ikásma hot (vint-i-dos, "dos que excedeixen vint"), re ikásma hot (vint-i-tres, "tres que excedeixen vint")...
A partir del 30, s'utilitzen els múltiples de vint com a referència, tot sostraient i addicionant per aconseguir la resta de xifres, a partir de les fórmules ikásma i e- ("que cal afegir [per obtenir]"): wan e-tú-hot (trenta, "deu que cal afegir per obtenir dos cops vint"), siné ikásma wan e-tú-hot (trenta-u, "un que excedeix als deu que cal afegir per obtenir dos cops vint"), iwán ikásma wan e-íne-hot (setanta-sis, "sis que excedeixen als deu que cal afegir per obtenir quatre cops vint"), asíkne-hot (cent, "cinc cops vint")...
Pel que fa als números grans, cal tenir en compte que tradicionalment els ainus no solien donar importància a la seva concreció i, per tant, que no s'utilitzaven massa en converses quotidianes.
Per comptar altres elements, tal com s'ha vist anteriorment, s'afegeix l'element a comptar després del numeral:
- cisé (cases): siné cisé (una casa), tu cisé (dues cases), re cisé (tres cases)...; siné cisé ikásma wan cisé (onze cases), tu cisé ikásma wan cisé (dotze cases)...
- pa (anys): siné pa (un any), tu pa (dos anys), re pa (tres anys)...; siné pa ikásma wan pa (onze anys), tu pa ikásma wan pa (dotze anys)...
- wo (unitat de llargada equivalent a uns 15 centímetres): siné wo (15 cm), tu wo (30 cm), re wo (45 cm)...
- suy (cops, vegades) *per indicar "un cop", enlloc de siné, s'utilitza ar-: ar-suy (un cop), tu-suy (dos cops), re-suy (tres cops)...

Aquests numerals són els que s'utilitzen en el dialecte de Saru, però hi ha variacions en funció de la variant dialectal. A Yakumo, per exemple, la construcció dels múltiples de 10 a partir del 20 es fa a utilitzant la fórmula ikásma: wan ikásma hot (trenta, "deu que excedeixen vint"), wan ikásma tuhót (cinquanta, "deu que excedeixen dos cops vint")...; o en altres zones s'utilitza ik (Bihoro), siné ik (Obihiro, Yakumo) o atúyta (Ishikari) per anomenar el 100.

## Escriptura
Oficialment, l'ainu s'escriu amb una versió modificada del sil·labari katakana, que s'usa a l'idioma japonès per a les paraules estrangeres. També s'empra l'alfabet llatí. L'Ainu Times usa ambdós sistemes.

## Salutació i comiat
Fórmules de salutació i comiat en la variant dialectal de Saru.
- Hola; bon dia: iránkarapte!
- Endavant (per convidar o donar permís per entrar): ahúp an.
- Adéu: saránpa.
- A reveure: suy unúkar=an ro!
- Bona nit; que dormis bé: apúnno sini (yan)!
- Un moment, si us plau: pónno (irúka) éntere.
- Gràcies: iyáyraykere! (formal); híoy'oy! (informal)
- Com et dius?: mak e=réhe an?; e=here mak an?
- Em dic (nom): (nom) ku=né.
- Com va?: é=iwanke wa e=an ya?
- Va bé: pirka wa; kú=iwanke wa.